# ブノワ・デビエ
ブノワ・デビエ (Benoît Debie) は、ベルギーの撮影監督である。日本語では「ブノア・デビエ」とも表記される。

## 経歴
ベルギーの放送芸術学校 (IAD) で学んだ。約8年間のテレビ業界での仕事を経て、短編映画やコマーシャルの撮影を手がけた。ギャスパー・ノエ監督の『アレックス』と『エンター・ザ・ボイド』、ハーモニー・コリン監督の『スプリング・ブレイカーズ』、ライアン・ゴズリング監督の『ロスト・リバー』などの映画作品で撮影を手がけている。2011年、雑誌『バラエティ』で「注目すべき10人の撮影監督」に選出された。

## フィルモグラフィー

### 長編映画
- アレックス Irréversible （2002年）
- デス・サイト Il cartaio （2004年）
- 変態村 Calvaire （2004年）
- エコール Innocence （2004年）
- ジョシュア 悪を呼ぶ少年 Joshua （2007年）
- 変態島 Vinyan （2008年）
- フェーズ6 Carriers （2009年）
- エンター・ザ・ボイド Enter the Void （2009年）
- ランナウェイズ The Runaways （2010年）
- キック・オーバー Get the Gringo （2012年）
- スプリング・ブレイカーズ Spring Breakers （2012年）
- ロスト・リバー Lost River （2014年）
- コルト45 孤高の天才スナイパー Colt 45 （2014年）
- LOVE 3D Love （2015年）
- 誰のせいでもない Every Thing Will Be Fine （2015年）
- ザ・ダンサー La Danseuse （2016年）
- アランフエスの麗しき日々 Les Beaux Jours d'Aranjuez （2016年）
- 世界の涯ての鼓動 Submergence （2017年）
- ゴールデン・リバー The Sisters Brothers （2018年）
- CLIMAX クライマックス Climax （2018年）
- ビーチ・バム まじめに不真面目 The Beach Bum （2019年）

## 受賞
- 2009年 - 第42回シッチェス・カタロニア国際映画祭 最優秀撮影賞（『エンター・ザ・ボイド』）[7]
- 2019年 - 第44回セザール賞 最優秀撮影賞（『ゴールデン・リバー』）[8]